# North Hartland
North Hartland es un lugar designado por el censo ubicado en el condado de Windsor en el estado estadounidense de Vermont. En el año 2010 tenía una población de 302 habitantes.

## Geografía
North Hartland se encuentra ubicado en las coordenadas 43°35′40.75″N 72°21′28″O / 43.5946528, -72.35778.